# مایکل منسفیلد
مایکل منسفیلد QC (زادهٔ ۱۲ اکتبر ۱۹۴۱)، یک وکیل مدافع اهل انگلستان و رئیس نکسوس چمبرز است. اخیراً او از طرف مؤسسه پژوهشی «لیگال ۵۰۰» به عنوان «پادشاه کارهای حقوق بشری» و یک سیلک [مشاور حقوقی ملکه] پیشتاز در رابطه با آزادی‌های مدنی و حقوق بشر (از جمله اقدامات بر علیه پلیس) توصیف گردید.
او که یک جمهوری‌خواه، گیاه‌خوار و سوسیالیست است و از خود به عنوان یک «وکیل رادیکال» یاد می‌کند، در پرونده‌های برجسته و بحث‌برانگیز در دادگاه‌ها و بازجویی‌های پس از مرگ از متهمین بمب‌گذارهای ارتش جمهوری‌خواه ایرلند، شش نفر متهم در بمب‌گذاری بیرمنگام، کشتار یکشنبه خونین، فاجعه هیلزبورو، مرگ ژان چارلز دی مینیزس و دودی الفاید و پرونده مک-لیبل دخیل بوده‌است.

## اوایل زندگی
منسفیلد در شمال فینچلی در شمال لندن بزرگ شده و به مدرسه ابتدائی هولموود (وودساید پارک) و سپس به مدرسه هایگیت رفت، پس از اتمام مدرسه او وارد دانشگاه کیل شده و با دریافت مدرک لیسانس بی‌ای (BA Hons) در رشته تاریخ و فلسفه از آنجا فارغ‌التحصیل گردید، هنگام حضور در دانشگاه، او منشی اتحادیه دانشجویان کیل (Keele's) نیز بود.

## حرفه
منسفیلد در ۱۹۶۷ میلادی به عنوان وکیل مدافع عضویت انجمن حقوقی گریز را به‌دست‌آورد، در ۱۹۸۹ میلادی مشاور حقوقی ملکه شد و در ۲۰۰۷ میلادی به عنوان عضو ارشد انجمن حقوقی گریز انتخاب گردید.
او در حال حاضر رئیس انجمن وکلاء دادگستری سوسیالیست هالدین و پروفسور حقوق در دانشگاه لندن سیتی است. منسفیلد هم‌واره در پایان محافل و رویدادهای رسمی سخنرانی می‌کند.

### پرونده‌های مشهور
منسفیلد علاوه بر این‌که به عنوان وکیل مدافع از افراد ارتش جمهوری‌خواه ایرلند دخیل در بمب‌گذاری‌های گیلفورد و بیرمنگام که به اشتباه مجرم شناخته شده بودند، دفاع کرد. او همچنین پرونده‌های ذیل را در دادگاه پیش برده‌است: گروه تیپ خشم‌گین؛ دولرز و ماریان پرایس؛ بریان کینان؛ معدن‌چیان اورگریو؛ محمود حسین ماتان، روت ایلیس و جیمز هانراتی (در فرجام‌خواهی‌های پس از مرگ)؛ آن‌های که در بمب‌گذاری سفارت اسرائیل در لندن دخیل بودند؛ فرانک کریچلو مالک رستوران مانگرو؛ خانواده استفان لورنس؛ مایکل باریمور در بازجویی پس از مرگ استوارت لوباک؛ باری جرج در بازجویی پس از مرگ جیل داندو؛ گانگستر کینیت ناوی؛ خانواده‌های یکشنبه خونین؛ آرتور اسکارجیل؛ آنجیلا کاننگز؛ فاطمیر لماج، یک رهبر کوزوو-آلبانیایی که در دادگاه لاهه محاکمه شد؛ محمد الفاید در بازجویی مرگ پسرش دودی الفاید و دایانا، شاهدخت ولز؛ و خانواده‌های ژان چارلز دی مینیزس و مارک دوگان.
در مارس ۲۰۱۹، او طبق درخواست خانواده بازی‌کن فوتبال امیلیانو سالار در پرونده مرگ وی دخیل شد تا از منافع آن‌ها در مناقشه مرگ وی دفاع کند. منسفیلد معمولاً به عنوان «سوسیالیست شامپاین» یاد می‌گردد، هرچند او گفته‌است که ۹۵ درصد کارهایش بر مبنای همکاری حقوقی انجام می‌شود.

### بمب‌گذاری لوکه‌بی
منسفیلد که علیه اتکای بیش از حد بر علم قانونی برای مجرم شناختن هشدار می‌داد، در یک قسمت برنامه تلویزیونی فرانت لاین اسکاتلند تحت عنوان «سکوت در مورد لاکه‌بی» که از تلویزیون بی‌بی‌سی اسکاتلند در ۱۴ اکتبر ۱۹۹۷ پخش گردید، گفت که تنها می‌خواهد روی یک نکته تأکید نماید:
علم قانونی تغییرناپذیر نیست. آن‌ها روی میزهای سنگی نوشته نشده‌اند و بزرگ‌ترین اشتباهی که یک فرد –مردم عام، تخصص یا هر کسی دیگری–می‌تواند انجام دهد، باورکردن به این است که علم قانونی به نحوی فراتر از عیب‌جویی است: این‌طور نیست! بیشتر بزرگ‌ترین نارسایی‌های عدالت در انگلستان از پرونده‌هایی سرچشمه می‌گیرد که در آن علم قانونی نادرست ثابت شده‌است. و لحظه‌ای که یک دانشمند علم قانونی یا هر کسی دیگری می‌گوید: «من مطمئن هستم که این دو مورد باهم جور در می‌آیند»، من نگران می‌شوم.

## زندگی شخصی
منسفیلد سه بار ازدواج کرده‌است. او با میلیان بوردیس ۱۹ ساله ازدواج کرده بود و حاصل ازدواج آن‌ها پنج فرزند بود (جاناتن، آنا، لوئیس، لئو و کییران)، پس از آن با هنرمند/فیلم‌ساز ۳۰ ساله به‌نام یویتی وانسون ازدواج کرده و باهم یک فرزند (فرید) داشتند، این زوج در ۲۰۱۴ از هم جدا شدند. او از ۲۰۱۵ به بعد با همسر فعلی خود، یویتی گریین‌وی است. دختر وی، آنا در می ۲۰۱۵ خودکشی کرد.

## دیدگاه‌های سیاسی
در نوامبر ۲۰۱۹، منسفیلد همراه با برخی شخصیت‌های مشهور دیگر، نامه‌ای به حمایت از رهبر حزب کارگر جرمی کوربین امضاء نموده و او را به عنوان «فانوسی از امید در مشقت علیه ملی‌گرایی راست-تندرو، بی‌گانه هراسی و نژادپرستی در حال ظهور در بسیاری از نقاط دنیای دموکراتیک» توصیف نمود، او همچنین از کوربین در انتخابات سراسری ۲۰۱۹ انگلستان پشتیبانی کرد.
در دسامبر ۲۰۱۹، او همراه با ۴۲ شخصیت پیشتاز فرهنگی، نامه‌ای را امضاء نموده و از حزب کارگر به رهبری جرمی کوربین در انتخابات سراسری ۲۰۱۹ پشتیبانی نمود. در این نامه بیان شده بود که «مانفیست انتخاباتی کارگر تحت رهبری کوربین، یک طرح تغییردهنده را پیشنهاد می‌کند که به نیازهای مردم و سیاره نسبت به سود شخصی که به نفع افراد محدود است، اولویت می‌دهد».

## کارهای خیریه
منسفیلد یکی از اهداکنندگان به سازمان رفاه حیوانات به‌نام ویوا! (Viva!) (صدای بین‌المللی گیاه‌خواران حیوانات) بوده و پرورش حیوانات برای اهداف غذایی را به عنوان «نسل‌کشی» قلم‌داد می‌کند. او همچنین یکی از اهداکنندگان به مرکز مشاوره و وکالت هاستنگز است، این مرکز یک نهاد خیریه است که برای ساکنین هاستنگز در ساسکس شرقی و مناطق پیرامون آن خدمات رفاهی و وکالت رایگاه فراهم می‌کند. او یکی از بنیان‌گذاران و عضو هیئت امنای نهاد خیریه به‌نام سکوت خودکشی (SOS) است.
او همچنین یک فعال زیست‌محیطی و حقوق حیوانات است و اخیراً اظهار داشته‌است که گوشت در آینده ممنوع خواهد شد و نیز باید قانونی برای جرم‌انگاری زیست‌بوم کشی یا تخریب محیط‌زیست در نتیجه دامداری شدید، وجود داشته باشد.